# Eric Young (đô vật)
Jeremy Fritz (sinh ngày 15 tháng 12 năm 1979) là một đô vật chuyên nghiệp người Canada đấu vật dưới tên Eric Young. Anh sinh ra tại Florence, Ontario, sau này chuyển đến Vancouver, British Columbia và Nashville, Tennessee. Anh từng đấu vật ở Total Nonstop Action Wrestling (TNA) và giành được rất nhiều danh hiệu và chức vô địch.